# Breitenworbis
Breitenworbis – miejscowość i gmina w Niemczech, w kraju związkowym Turyngia, w powiecie Eichsfeld, siedziba wspólnoty administracyjnej Eichsfeld-Wipperaue.